# Copa Intertoto 1990
La Copa Intertoto 1990 es la 30.ª edición de este torneo de fútbol a nivel de clubes de Europa. Participaron 44 equipos de asociaciones miembros de la UEFA.
No se decretó un ganador específico del torneo en vista de que el torneo solo consiste en fase de grupos y cada equipo ganador de grupo ganaba la copa, pero se considera campeón al Lech Poznań de Polonia por ser el club que mostró el mejor rendimiento durante el torneo.

## Fase de grupos
Los 44 equipos fueron distribuidos en 11 grupos de 4 equipos cada uno, en donde el vencedor de cada grupo se llevó la copa y el premio monetario del torneo.

### Grupo 1
| Club               | G | E | P | GF | GC | Pts. |
| ------------------ | - | - | - | -- | -- | ---- |
| Neuchâtel Xamax    | 5 | 0 | 1 | 9  | 2  | 10   |
| Sparta Prague      | 4 | 1 | 1 | 13 | 9  | 9    |
| Lyngby BK          | 2 | 0 | 4 | 9  | 12 | 4    |
| Admira Wacker Wien | 0 | 1 | 5 | 7  | 15 | 1    |

|     | XAM | SPA | LYN | AWW |
| --- | --- | --- | --- | --- |
| XAM |     | 0-1 | 2-0 | 1-0 |
| SPA | 0-3 |     | 1-0 | 4-1 |
| LYN | 1-2 | 2-4 |     | 4-2 |
| AWW | 0-1 | 3-3 | 1-2 |     |

### Grupo 2
| Club            | G | E | P | GF | GC | Pts. |
| --------------- | - | - | - | -- | -- | ---- |
| Tirol Innsbruck | 4 | 1 | 1 | 12 | 6  | 9    |
| Bochum          | 3 | 1 | 2 | 8  | 6  | 7    |
| St. Gallen      | 3 | 1 | 2 | 8  | 7  | 7    |
| Slavia Sofia    | 0 | 1 | 5 | 3  | 12 | 1    |

|     | TIR | BOC | STG | SLA |
| --- | --- | --- | --- | --- |
| TIR |     | 1-0 | 1-1 | 4-1 |
| BOC | 2-3 |     | 2-1 | 1-0 |
| STG | 2-1 | 0-2 |     | 2-1 |
| SLA | 0-2 | 1-1 | 0-2 |     |

### Grupo 3
| Club          | G | E | P | GF | GC | Pts. |
| ------------- | - | - | - | -- | -- | ---- |
| Lech Poznań   | 5 | 0 | 1 | 15 | 7  | 10   |
| Maccabi Haifa | 3 | 2 | 1 | 14 | 5  | 8    |
| Siófok        | 2 | 1 | 3 | 5  | 9  | 5    |
| Bnei Yehuda   | 0 | 1 | 5 | 5  | 18 | 1    |

|     | LEC | HAI | SIO | BNE |
| --- | --- | --- | --- | --- |
| LEC |     | 1-0 | 3-1 | 3-0 |
| HAI | 4-2 |     | 3-0 | 2-2 |
| SIO | 0-2 | 0-0 |     | 3-1 |
| BNE | 2-4 | 0-5 | 0-1 |     |

### Grupo 4
| Club              | G | E | P | GF | GC | Pts. |
| ----------------- | - | - | - | -- | -- | ---- |
| Slovan Bratislava | 4 | 1 | 1 | 17 | 3  | 9    |
| Vejle BK          | 4 | 1 | 1 | 11 | 9  | 9    |
| IFK Norrköping    | 1 | 2 | 3 | 9  | 16 | 4    |
| MTK               | 1 | 0 | 5 | 5  | 14 | 2    |

|     | SLO | VEJ | NOR | MTK |
| --- | --- | --- | --- | --- |
| SLO |     | 5-1 | 7-0 | 2-0 |
| VEJ | 1-0 |     | 2-2 | 4-1 |
| NOR | 1-1 | 1-2 |     | 2-0 |
| MTK | 0-2 | 0-1 | 4-3 |     |

### Grupo 5
| Club             | G | E | P | GF | GC | Pts. |
| ---------------- | - | - | - | -- | -- | ---- |
| Malmö FF         | 3 | 2 | 1 | 10 | 4  | 8    |
| Kaiserslautern   | 2 | 3 | 1 | 11 | 9  | 7    |
| Energie Cottbus  | 3 | 1 | 2 | 10 | 10 | 7    |
| Bohemians Prague | 0 | 2 | 4 | 2  | 10 | 2    |

|     | MAL | KAI | ENE | BOH |
| --- | --- | --- | --- | --- |
| MAL |     | 1-1 | 5-0 | 1-0 |
| KAI | 3-1 |     | 2-2 | 1-1 |
| ENE | 0-2 | 4-0 |     | 2-0 |
| BOH | 0-0 | 0-4 | 1-2 |     |

### Grupo 6
| Club          | G | E | P | GF | GC | Pts. |
| ------------- | - | - | - | -- | -- | ---- |
| GAIS          | 3 | 2 | 1 | 13 | 7  | 8    |
| Brøndby       | 3 | 1 | 2 | 15 | 11 | 7    |
| Karlsruhe     | 2 | 1 | 3 | 12 | 12 | 5    |
| Hansa Rostock | 2 | 0 | 4 | 7  | 17 | 4    |

|     | GAI | BRO | KSC | HAN |
| --- | --- | --- | --- | --- |
| GAI |     | 3-2 | 1-1 | 2-1 |
| BRO | 1-1 |     | 4-1 | 2-0 |
| KSC | 2-0 | 3-4 |     | 4-1 |
| HAN | 0-6 | 3-2 | 2-1 |     |

### Grupo 7
| Club           | G | E | P | GF | GC | Pts. |
| -------------- | - | - | - | -- | -- | ---- |
| FC Luzern      | 4 | 1 | 1 | 13 | 8  | 9    |
| Plastika Nitra | 2 | 3 | 1 | 6  | 3  | 7    |
| Örebro         | 2 | 2 | 2 | 8  | 6  | 6    |
| Tatabánya      | 0 | 2 | 4 | 7  | 17 | 2    |

|     | LUC | NIT | ÖSK | TAT |
| --- | --- | --- | --- | --- |
| LUC |     | 1-1 | 3-0 | 3-2 |
| NIT | 0-2 |     | 1-0 | 4-0 |
| ÖSK | 2-0 | 0-0 |     | 5-1 |
| TAT | 3-4 | 0-0 | 1-1 |     |

### Grupo 8
| Club       | G | E | P | GF | GC | Pts. |
| ---------- | - | - | - | -- | -- | ---- |
| Vienna     | 3 | 2 | 1 | 7  | 5  | 8    |
| AGF Aarhus | 2 | 3 | 1 | 6  | 3  | 7    |
| Vasas      | 2 | 2 | 2 | 4  | 5  | 6    |
| Gefle IF   | 0 | 3 | 3 | 3  | 7  | 3    |

|     | FIR | AAR | VAS | GIF |
| --- | --- | --- | --- | --- |
| FIR |     | 1-1 | 0-1 | 2-1 |
| AAR | 1-2 |     | 2-0 | 0-0 |
| VAS | 0-0 | 0-2 |     | 1-1 |
| GIF | 1-2 | 0-0 | 0-2 |     |

### Grupo 9
| Club               | G | E | P | GF | GC | Pts. |
| ------------------ | - | - | - | -- | -- | ---- |
| Chemnitz           | 3 | 2 | 1 | 4  | 2  | 8    |
| Sturm Graz         | 2 | 3 | 1 | 9  | 3  | 7    |
| Fortuna Düsseldorf | 2 | 2 | 2 | 6  | 6  | 6    |
| Petrolul Ploiești  | 1 | 1 | 4 | 6  | 14 | 3    |

|     | CHE | STU | FOR | PET |
| --- | --- | --- | --- | --- |
| CHE |     | 0-0 | 2-0 | 1-0 |
| STU | 0-0 |     | 0-0 | 6-1 |
| FOR | 2-0 | 1-0 |     | 1-1 |
| PET | 0-1 | 1-3 | 3-2 |     |

### Grupo 10
| Club               | G | E | P | GF | GC | Pts. |
| ------------------ | - | - | - | -- | -- | ---- |
| Bayer Uerdingen    | 3 | 2 | 1 | 11 | 7  | 8    |
| Olimpija Ljubljana | 2 | 2 | 2 | 10 | 8  | 6    |
| Dynamo Berlin      | 2 | 1 | 3 | 7  | 9  | 5    |
| Grasshopper Club   | 2 | 1 | 3 | 10 | 14 | 5    |

|     | UER | OLI | BER | GRA |
| --- | --- | --- | --- | --- |
| UER |     | 2-1 | 3-0 | 2-2 |
| OLI | 1-1 |     | 1-0 | 4-1 |
| BER | 1-2 | 1-1 |     | 2-1 |
| GRA | 2-1 | 3-2 | 1-3 |     |

### Grupo 11
| Club              | G | E | P | GF | GC | Pts. |
| ----------------- | - | - | - | -- | -- | ---- |
| OB                | 2 | 4 | 0 | 12 | 6  | 8    |
| Pirin Blagoevgrad | 3 | 2 | 1 | 8  | 5  | 8    |
| Osijek            | 2 | 1 | 3 | 9  | 10 | 5    |
| Sportul București | 0 | 3 | 3 | 6  | 14 | 3    |

|     | OSK | PIR | OSI | SPO |
| --- | --- | --- | --- | --- |
| OBK |     | 2-0 | 5-1 | 2-2 |
| PIR | 1-1 |     | 2-1 | 2-0 |
| OSI | 0-0 | 0-2 |     | 3-1 |
| SPO | 2-2 | 1-1 | 0-4 |     |